# Xylophilus ampelinus
Genre
Espèce
Xylophilus est un genre de protéobactéries de la famille des Comamonadaceae.
L'espèce-type et unique espèce de ce genre est Xylophilius ampelinus.
Le nom générique, « Xylophilus », est dérivé de deux racines grecques et signifie « qui aime le bois »
Xylophilus ampelinus est l'agent pathogène qui provoque la nécrose bactérienne de la vigne.

## Synonyme
Selon Catalogue of Life (11 août 2014) :
- Xanthomonas ampelina Panagopoulos 1969.

### GenreXylophilus
- (en) Catalogue of Life : Xylophilus (consulté le 11 août 2014)
- (en) NCBI : Xylophilus (taxons inclus) (consulté le 11 août 2014)

### EspèceXylophilus ampelinus
- (en) Catalogue of Life : Xylophilus ampelinus (Panagopoulos, 1969) Willems et al., 1987 (consulté le 22 décembre 2020)
- (en) NCBI : Xylophilus ampelinus (taxons inclus) (consulté le 12 août 2014)